# كيفالم نارايانا بانيكر
كيفالم نارايانا بانيكر (بالإنجليزية: Kavalam Narayana Panicker) (و. 1928 – 2016 م) هو كاتب عمومي من الهند .
توفي في ثيروفانانثابورام .

## جوائز
حصل على جوائز منها:
- Kerala Sahitya Akademi Award
- Sangeet Natak Akademi Award
- بادما بوشان.

## روابط خارجية
- كيفالم نارايانا بانيكر على موقع IMDb (الإنجليزية)